# Profibus
ProFiBus (Process Field Bus) és un Bus de camp. És una xarxa estandarditzada, independent del fabricant que s'adapta a les condicions de les aplicacions de l'automatització industrial. Els seus estàndards es recullen a les normes IEC61158 i IEC61784. ProFiBus va ésser desenvolupat el 1987 per les empreses alemanyes Robert Bosch GmbH, Siemens i Klöckner Möller. El 1989 es va estandarditzar com a norma DIN19245. Va ser confirmada com a norma europea el 1996 com a EN 50170. El 1999 va ser inclosa en els estàndards IEC61158 i IEC61784. Hi ha tres versions de ProFiBus:
- ProFiBus - FMS (field message specification) utilitza el model client / servidor de comunicacions.
- ProFiBus - DP (perifèria descentralitzada) s'utilitza per a una entrada / sortida ràpida amb els elements remots.
- ProFiBus - PA (automatització de processos) s'utilitza per connectar dispositius remots a un dispositiu de control de processos. Permet assegurament de la transmissió i corrent elèctric a la línia.

El perfil PROFIsafe defineix funcionalitat addicional per a aplicacions de seguretat. El perfil PROFIdrive defineix funcionalitat addicional per a aplicacions de control de moviment. L'estàndard ProFiBus és mantingut per la fundació PROFIBUS Internacional, organització sense ànim de lucre radicada a Karlsruhe (Alemanya). PROFIBUS Internacional també és responsable de ProFiNet Un bus de camp basat en Ethernet.

## Connexions físiques
Profibus té, conforme a l'estàndard, cinc diferents tecnologies de transmissió, que són identificades com:
- RS-485. Utilitza un parell de coure trenat apantallat, i permet velocitats entre 9/6 kbps i 12 Mbps Fins a 32 estacions, o més si s'utilitzen repetidors.
- MBP. Manchester Coding i Bus Powered, és transmissió sincrònica amb una velocitat fixa de 31.25 Kbps
- RS-485 IS. Les versions IS són intrínsecament segures, utilitzades en zones perilloses (explosives).
- MBP IS
- Fibra òptica. Inclou versions de fibra de vidre multimode i monomode, fibra plàstica i fibra HCS.

## Comunicacions
Des del punt de vista del control de les comunicacions, el protocol Profibus és mestre esclau, però permet:
- Aplicacions mico mestre. Un sol mestre està actiu en el bus, normalment un PLC. Els altres dispositius són esclaus. Aquest esquema és cosa que permet els cicles de lectura més curts
- Aplicacions multi mestre. Permet més d'un mestre. Poden ser aplicacions de sistemes independents, en què cada mestre tingui els seus propis esclaus. U altre tipus de configuracions amb dispositius de diagnòstic i altres

En un ambient multimestre, poden haver-hi dos tipus de mestres:
- DPM1. DP Master Class 1. És un controlador central que intercanvia informació amb els seus esclaus en forma cíclica. Típicament un PLC.
- DPM2. DP Master Class 2. Són estacions d'operació, configuració o enginyeria. Tenen accés actiu al bus de dades, però la seva connexió no és necessàriament permanent

Juntament amb les especificacions d'altres busos de camp es recull en les normes internacionals IEC61158 i IEC61784.

## Variants
- Profibus DP és capaç d'operar a velocitats de bits de 9,6 Kbps a 12 Mbps a distàncies entre els nodes que poden arribar fins a 300 metres a través de cable estàndard a la velocitat màxima de funcionament. El seu ús és per a l'intercanvi de dades entre dispositius a distància per a l'àmbit d'aquest dispositiu és també conegut com a bus de
- Profibus PA: treballar amb velocitats de fins a 31.25 Kbps a distàncies màximes d'1,9 km. S'utilitza per a la comunicació amb la instrumentació de processos
- Profibus FMS: un bus de control utilitzats en la comunicació entre els controladors d'una planta i els dispositius de control remot

## Característiques
Velocitats de transmissió9.6, 19.2, 93.75, 187.5 i 500 KBps
Nombre màxim d'estacions127 (32 si no hi ha repetidors).
Distàncies màximes (cable de 0.22 mm diam.)fins a 93.75 KBps: 1200 m., fins a 187.5 KBps: 600 m., fins a 500 KBps: 200 m.
EstacionsActives (mestre), Passives (esclau).
Connexionsbidireccionals, multicast, broadcast.

## Detalls sobre Profibus DP
Com que Profibus DP és la versió més estesa, convé detallar més a fons les seves característiques.
Està actualment disponible en tres versions:
- DP-V0. Proveeix les funcions bàsiques incloent transferència cíclica de dades, diagnòstic d'estacions, mòduls i canals, i suport d'interrupcions
- DP-V1. Afegeix comunicació acíclica de dades, orientada a transferència de paràmetres, operació i visualització
- DP-V2. Permet comunicacions entre esclaus. Està orientada a tecnologia de drives, permetent alta velocitat per sincronització entre eixos en aplicacions complexes.

## Terminadors de bus
La instal·lació d'un cablejat per a una xarxa Profibus DP requereix un terminador a cada extrem del bus. Segons la norma aquest terminador ha de ser actiu. És a dir, no n'hi ha prou una resistència terminal, sinó que es tracta d'un conjunt de resistències que estan energitzades.
L'objectiu d'aquests terminadors és garantir un voltatge de referència en estat inactiu del bus, és a dir, sense missatges, i minimitzar les reflexions de línia.
Generalment un dels extrems de la xarxa és el mestre Profibus DP, i en aquest cas proporcionarà un dels terminadors actius.
L'altre extrem del bus té dues alternatives: que el terminador actiu sigui proveït per l'últim node de la xarxa, o que sigui proveït per un terminador extern. La primera opció és molt simple, però té l'inconvenient que si cal desenergitzar el node, es perdrà la funció del terminador actiu, comprometent amb això la integritat de tota la xarxa. Per això, pot ser preferible tenir la resistència activa de manera separada generalment des d'una UPS.
En el cas Profibus PA dels terminadors de bus són passius, és a dir, només resistència.